# Engenheiro Passos

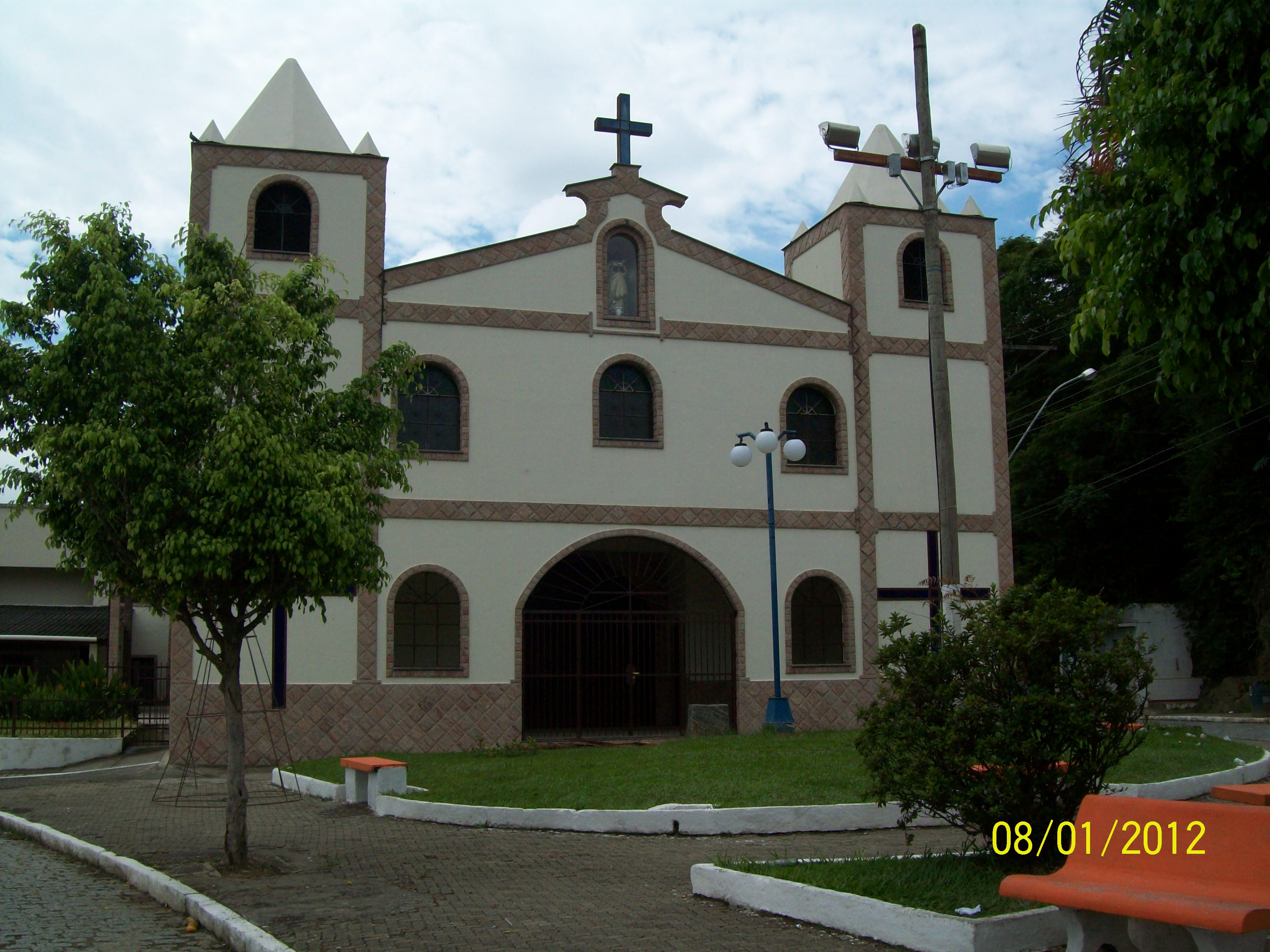
Igreja localizada na cidade

Engenheiro Passos é um distrito do município de Resende, no estado do Rio de Janeiro.  O distrito possui  cerca de 5 000 habitantes e está situado na região oeste do município. 

## História
Em 1911, por meio de ato administrativo, o município de Resende foi dividido em sete distritos: Resende, Campo Belo, Campos Elísios, Porto Real, Santana dos Tocos, São Vicente Ferrer e
Vargem Grande. Com o decorrer das décadas, e em razão de mudanças políticas, a nomenclatura e a quantidade de distritos foi modificada. Em setembro de 1952, é criado o distrito de Engenheiro Passos, que então passou a abranger a porção oeste do município.
O distrito situa-se às margens da Rodovia Presidente Dutra e do Ramal de São Paulo da antiga Estrada de Ferro Central do Brasil,  sendo a última localidade do estado do Rio de Janeiro, na região do Vale do Paraíba Fluminense, a cerca de três quilômetros da divisa com o estado de São Paulo.
Foi apenas a 1 km de Engenheiro Passos que, em 22 de agosto de 1976, faleceu em desastre automobilístico o ex-presidente Juscelino Kubitschek, na chamada Curva do Açougue, no atual km 328 da Via Dutra. 
Engenheiro Passos é uma das quatro localidades brasileiras onde pode ser encontrada uma árvore da Mata Atlântica ameaçada de extinção, a Buchenavia hoehneana.
A principal atividade econômica é o turismo e o ecoturismo, já que no distrito podem ser encontrados vários hotéis-fazenda, além de fazendas históricas, do século XIX, quando a região se destacava pela produção de café.
O nome do distrito é uma homenagem ao engenheiro Pereira Passos, diretor da Estrada de Ferro Central do Brasil e prefeito da cidade do Rio de Janeiro entre 1902 e 1906.